# Thamnocalamus tessellatus
Thamnocalamus tessellatus là một loài thực vật có hoa trong họ Hòa thảo. Loài này được (Nees) Soderstr. & R.P.Ellis miêu tả khoa học đầu tiên năm 1982.